# Kotkatselkä (sjö)
Kotkatselkä är en del av sjön Päijänne i Finland.   Den ligger i landskapet Mellersta Finland, i den södra delen av landet, 180 km norr om huvudstaden Helsingfors. Kotkatselkä ligger 74 meter över havet.